# Schnittpunktwissenschaft
Als Schnittpunktwissenschaft bezeichnet man ein wissenschaftliches Fach, dessen Forschungsgebiete und -methoden über die engen traditionellen Fachgrenzen nur einer akademischen Disziplin hinausreichen.
Ein historisches Beispiel ist das Konzept William Sterns von der Psychologie, die er als Anteil habend an drei Bereichen, nämlich der Geistes-, Sozial- sowie Biowissenschaften praktizierte. Ein weiteres aktuelles Beispiel ist das kleine Universitäts-Fach Volkskunde, auch als „Europäische Ethnologie“ oder „Empirische Kulturwissenschaft“ in Deutschland bekannt und vertreten.
Hier sind gleich vier Bereiche integrativ vereint:
- ein sozialgeschichtlicher Ansatz (z. B. Auswandererforschung; „einfache Leute“; kulturgeschichtliche Museumsausbildung)
- eine empirische, sozialwissenschaftliche Ausrichtung (z. B. Vereinsforschung; „Zigeuner“-Mythos und Realität)
- ein germanistischer Ursprung (z. B. Volkslieder versus Folk-Bewegung; Märchen-, Mythen-, Witzeforschung)
- ein ethnografisch-kulturwissenschaftlicher Ansatz (z. B. Flohmärkte; Denkmäler, Symbole im öffentlichen Raum im Wandel der Zeit)

In Zeiten der überall propagierten Interdisziplinarität, also der erwünschten, fruchtbaren Grenzüberschreitungen der Forschungsansätze, lässt sich dennoch wenig Bewegung in der tatsächlichen Umsetzung desselben beobachten. Die Besitzstandwahrung der vorhandenen beamteten Professuren und Mittelbau-Strukturen verhindert zumeist ein Mehr an Ausbau zur Schnittpunktwissenschaft. Dabei könnte man von jenen Fächern, die die innere Balance divergierender Ansätze in ihrer eigenen Fachdisziplin seit langem grenzüberschreitend zu integrieren gelernt haben, manches lernen.